# Raymond Dubéros
Raymond Jules Dubéros, né à Aire-sur-l'Adour (Landes) le 22 septembre 1878 et mort à Paris 4e le 23 août 1939, est un libertaire, blanquiste et syndicaliste français. Il exerçait la profession de coiffeur.
Il fut l'un des secrétaires de la Bourse du Travail à Paris et il fréquentait les milieux syndicalistes révolutionnaires. Au début du XXe siècle, il fut condamné pour antimilitarisme; il était aussi un adepte de l'action directe. Dubéros se retira de la vie militante vers 1910.